# Volta ao Algarve de 2010
A 36ª edição da prova de ciclismo de estrada Volta ao Algarve decorreu de 17 a 21 de fevereiro. A prova fez parte do calendário do UCI Europe Tour, classificada como categoria 2.1. Alberto Contador venceu a prova pelo 2º ano consecutivo.

## Equipas Participantes
| Astana             | Euskaltel-Euskadi  | Caisse d'Épargne      | Cervélo Test Team   | Vacansoleil      | Barbot-Siper         |
| Omega Pharma-Lotto | Garmin-Transitions | Team HTC-Columbia     | Xacobeo Galicia     | CC de Loulé      | L.A. Rota dos Móveis |
| Quick Step         | Team Katusha       | La Française des Jeux | Cofidis             | Palmeiras Resort | An Post-Sean Kelly   |
| RadioShack         | Rabobank           | Footon-Servetto       | Topsport Vlaanderen | Boavista         |                      |

## Classificação das Etapas
| Etapa    | Date            | Villes Etapas             | km         | Vencedor d’Etapa   | Leader du Classificação Geral |
| 1ª Etapa | 17 de fevereiro | Estádio Algarve-Albufeira | 157,5      | Benoît Vaugrenard  | Benoît Vaugrenard             |
| 2ª Etapa | 18 de fevereiro | Sagres-Lagos              | 207,5      | André Greipel      | André Greipel                 |
| 3ª Etapa | 19 de fevereiro | Castro Marim-Malhão       | 173,7      | Alberto Contador   | Alberto Contador              |
| 4ª Etapa | 20 de fevereiro | Cacela-Tavira             | 169,0      | Sébastien Rosseler | Alberto Contador              |
| 5ª Etapa | 21 de fevereiro | Lagoa-Portimão            | 17,2 (CRI) | Luis León Sánchez  | Alberto Contador              |

## Classificação Geral Final
|    | Ciclista           | País            | Equipa            |    | Tempo            |
| -- | ------------------ | --------------- | ----------------- | -- | ---------------- |
| 1  | Alberto Contador   | Espanha         | Astana            | em | 19 h 57 min 48 s |
| 2  | Luis León Sánchez  | Espanha         | Caisse d'Épargne  | +  | 30 s             |
| 3  | Tiago Machado      | Portugal        | RadioShack        |    | 32 s             |
| 4  | Levi Leipheimer    | Estados Unidos  | RadioShack        |    | 37 s             |
| 5  | Samuel Sánchez     | Espanha         | Euskaltel-Euskadi |    | 57 s             |
| 6  | Rui Costa          | Portugal        | Caisse d'Épargne  |    | 1 min 11 s       |
| 7  | František Raboň    | República Checa | Team HTC-Columbia |    | 1 min 16 s       |
| 8  | Andreas Klöden     | Alemanha        | RadioShack        |    | 1 min 25 s       |
| 9  | Tejay van Garderen | Estados Unidos  | Team HTC-Columbia |    | 1 min 33 s       |
| 10 | Peter Velits       | Eslovénia       | Team HTC-Columbia |    | 1 min 45 s       |

## Etapas

### 1ª Etapa
|   | Coureur           | Equipa                |    | Tempo           |
| - | ----------------- | --------------------- | -- | --------------- |
| 1 | Benoît Vaugrenard | La Française des Jeux | em | 4 h 10 min 32 s |
| 2 | Joan Horrach      | Team Katusha          | +  | 7 s             |
| 3 | André Greipel     | Team HTC-Columbia     |    | 11 s            |

|   | Ciclista          | Equipa                |    | Tempo           |
| - | ----------------- | --------------------- | -- | --------------- |
| 1 | Benoît Vaugrenard | La Française des Jeux | em | 4 h 10 min 42 s |
| 2 | Joan Horrach      | Team Katusha          | +  | 3 s             |
| 3 | André Greipel     | Team HTC-Columbia     |    | 5 s             |

### 2ª Etapa
|   | Coureur          | Equipa             |    | Tempo           |
| - | ---------------- | ------------------ | -- | --------------- |
| 1 | André Greipel    | Team HTC-Columbia  | em | 6 h 06 min 39 s |
| 2 | Jurgen Roelandts | Omega Pharma-Lotto | +  | m.t             |
| 3 | Samuel Sánchez   | Euskaltel-Euskadi  |    | 04 s            |

|   | Ciclista          | Equipa                |    | Tempo            |
| - | ----------------- | --------------------- | -- | ---------------- |
| 1 | André Greipel     | Team HTC-Columbia     | em | 10 h 17 min 12 s |
| 2 | Benoît Vaugrenard | La Française des Jeux | +  | 05 s             |
| 3 | Jurgen Roelandts  | Omega Pharma-Lotto    |    | 08 s             |

### 3ª Etapa
|   | Coureur          | Equipa     |    | Tempo           |
| - | ---------------- | ---------- | -- | --------------- |
| 1 | Alberto Contador | Astana     | em | 5 h 02 min 55 s |
| 2 | Tiago Machado    | RadioShack | +  | 11 s            |
| 3 | Levi Leipheimer  | RadioShack |    | 22 s            |

|   | Ciclista         | Equipa     |    | Tempo            |
| - | ---------------- | ---------- | -- | ---------------- |
| 1 | Alberto Contador | Astana     | em | 15 h 20 min 17 s |
| 2 | Tiago Machado    | RadioShack | +  | 15 s             |
| 3 | Levi Leipheimer  | RadioShack |    | 28 s             |

### 4ª Etapa
|   | Coureur            | Equipa             |    | Tempo           |
| - | ------------------ | ------------------ | -- | --------------- |
| 1 | Sébastien Rosseler | RadioShack         | em | 4 h 12 min 46 s |
| 2 | Mickaël Delage     | Omega Pharma-Lotto | +  | 20 s            |
| 3 | Imanol Erviti      | Caisse d'Épargne   |    | m.t.            |

|   | Ciclista         | Equipa     |    | Tempo            |
| - | ---------------- | ---------- | -- | ---------------- |
| 1 | Alberto Contador | Astana     | em | 19 h 36 min 03 s |
| 2 | Tiago Machado    | RadioShack | +  | 15 s             |
| 3 | Levi Leipheimer  | RadioShack |    | 28 s             |

### 5ª Etapa
|   | Coureur            | Equipa           |    | Tempo       |
| - | ------------------ | ---------------- | -- | ----------- |
| 1 | Luis León Sánchez  | Caisse d'Épargne | em | 21 min 32 s |
| 2 | Alberto Contador   | Astana           | +  | 13 s        |
| 3 | Sébastien Rosseler | RadioShack       |    | 16 s        |

|   | Ciclista          | Equipa           |    | Tempo            |
| - | ----------------- | ---------------- | -- | ---------------- |
| 1 | Alberto Contador  | Astana           | em | 19 h 57 min 48 s |
| 2 | Luis León Sánchez | Caisse d'Épargne | +  | 30 s             |
| 3 | Tiago Machado     | RadioShack       |    | 32 s             |

## Evolução das Classificações
| Etapa                 | Vencedor              | Classificação Geral · | Classificação Montanha · | Classificação Metas Volantes · | Classificação Pontos · | Classificação melhor Português · | Classificação Equipas |
| --------------------- | --------------------- | --------------------- | ------------------------ | ------------------------------ | ---------------------- | -------------------------------- | --------------------- |
| 1                     | Benoît Vaugrenard     | Benoît Vaugrenard     | Jérôme Baugnies          | Hugo Sabido                    | Benoît Vaugrenard      | Rui Costa                        | La Française des Jeux |
| 2                     | André Greipel         | André Greipel         | Jérôme Baugnies          | Hugo Sabido                    | André Greipel          | Rui Costa                        | Team HTC-Columbia     |
| 3                     | Alberto Contador      | Alberto Contador      | Jérôme Baugnies          | Thomas De Gendt                | André Greipel          | Tiago Machado                    | RadioShack            |
| 4                     | Sébastien Rosseler    | Alberto Contador      | Jérôme Baugnies          | Thomas De Gendt                | André Greipel          | Tiago Machado                    | RadioShack            |
| 5                     | Luis León Sánchez     | Alberto Contador      | Jérôme Baugnies          | Thomas De Gendt                | André Greipel          | Tiago Machado                    | RadioShack            |
| Classificações finais | Classificações finais | Alberto Contador      | Jérôme Baugnies          | Thomas De Gendt                | André Greipel          | Tiago Machado                    | RadioShack            |